# Capsule
Capsule (カプセル, Kapuseru), estilizado como "capsule", é uma dupla japonesa de música electronica formado pela vocalista Toshiko Koshijima e o produtor Yasutaka Nakata. 

## História
Capsule formou-se em novembro de 1997, após Nakata Yasutaka e Koshijima Toshiko conhecerem-se no "Teens' Music Festival" na área de convenções de Hokuriku, quando tinham 17 anos de idade. O single de estreia "Sakura" foi lançado em março de 2001 pela Yamaha Music Communications. O primeiro álbum, High Collar Girl, é significantemente diferente de seus trabalhos anteriores, por não envolver tanto o uso de sintetizadores ou conter efeitos de som "eletrônico-futuristas".
O estilo musical Capsule é frequentemente considerado como "neo-Shibuya-kei" devido a similaridade estética e visual ao movimento Shibuya-kei dos anos 90, notavelmente representado por Pizzicato Five. Sua música contém elementos de bossa nova, lounge, breakbeat, e recentemente electro house. 
Capsule é conhecido por liberar suas músicas para programas de TV japoneses, como Utawara Hot Hit 10, Hello! Morning e Nankai Paradise. A música Portable Airport (remix) é utilizada em propagandas do canal de TV por assinatura australiano The Comedy Channel. O álbum "MORE! MORE! MORE!", em 2007, atingiu a 6° posição em sua semana de lançamento  na tabela semanal da Oricon, chegando ao 3º lugar das tabelas diárias, marcando a primeira aparição da dupla em um "top 10".
No dia 19 de janeiro de 2010, Capsule lançou "Love or Lies", usada como canção-tema da série Liar Game Season 2 e o filme Liar Game: The Final Stage. A música está inclusa no álbum "PLAYER", lançado no dia 3 de março de 2010.
O décimo segundo álbum da dupla seria intitulado "KILLER WAVE", com lançamento previsto para 23 de março de 2011, porém, devido ao sismo e tsunami de Tohoku de 2011, o título foi alterado para "WORLD OF FANTASY" e o lançamento adiado para 25 de maio de 2011.
Já foi anunciado o décimo terceiro álbum da dupla, intitulado "STEREO WORXXX" com lançamento previsto para 7 de março de 2012.

## Discografia

### Singles em CD
1. [2001.03.28] Sakura (さくら)
2. [2001.07.04] Hanabi (花火)
3. [2001.10.17] Tokyo Kissa (東京喫茶)
4. [2002.08.21] Music Controller
5. [2002.11.20] Plastic Girl (プラスチックガール)
6. [2003.05.21] Candy Cutie (キャンディー キューティー)
7. [2004.02.04] Retro Memory (レトロメモリー)

### Singles em vinil de 12 polegadas
1. [2003.02.20] Cutie Cinema Pre-Play
2. [2003.05.21] Tone Cooking
3. [2003.09.17] Idol Fancy
4. [2004.05.21] Portable Airport
5. [2005.02.02] Space Station No.9
6. [2005.08.06] Aeropolis
7. [2006.04.19] Jelly
8. [2006.12.13] Starry Sky
9. [2007.09.05] Capsule rmx EP
10. [2007.11.07] Musixxx / I'm Feeling You
11. [2008.10.08] Jumper

### Álbuns
1. [2001.10.21] High Collar Girl
2. [2003.03.19] CUTIE CINEMA REPLAY
3. [2003.11.09] phony phonic
4. [2004.06.09] S.F. sound furniture
5. [2005.02.09] NEXUS-2060
6. [2005.09.21] L.D.K. Lounge Designers Killer
7. [2006.05.10] FRUITS CLiPPER
8. [2007.02.21] Sugarless GiRL
9. [2007.12.05] FLASH BACK
10. [2008.11.19] MORE! MORE! MORE!
11. [2010.03.03] PLAYER
12. [2011.05.25] WORLD OF FANTASY
13. [2012.03.07] STEREO WORXXX
14. [2013.10.23] CAPS LOCK

### Compilações
1. [2009.08.26] Flash Best
2. [2013.03.06] Rewind Best-1 (2012→2006)
3. [2013.03.06] Rewind Best-2 (2005→2001)

### Álbuns de Remix
1. [2007.10.10] Capsule rmx